# فلیپه بالوی
فلیپه بالوی (انگلیسی: Felipe Baloy؛ زادهٔ ۲۴ فوریهٔ ۱۹۸۱) بازیکن فوتبال اهل پاناما است.
از باشگاه‌هایی که در آن بازی کرده‌است می‌توان به باشگاه فوتبال مونتری، باشگاه فوتبال آمریکا، باشگاه فوتبال گرمیو و باشگاه فوتبال اتلتیکو پارانائنزه اشاره کرد.
وی همچنین در تیم ملی فوتبال پاناما بازی کرده‌است.